# Ridgeway (Ohio)
Ridgeway és una població dels Estats Units a l'estat d'Ohio. Segons el cens del 2000 tenia 354 habitants.

## Demografia
Segons el cens del 2000, Ridgeway tenia 354 habitants, 123 habitatges, i 101 famílies. La densitat de població era de 227,8 habitants/km².
Dels 123 habitatges en un 47,2% hi vivien nens de menys de 18 anys, en un 64,2% hi vivien parelles casades, en un 13% dones solteres, i en un 17,1% no eren unitats familiars. En el 13,8% dels habitatges hi vivien persones soles el 7,3% de les quals corresponia a persones de 65 anys o més que vivien soles. El nombre mitjà de persones vivint en cada habitatge era de 2,88 i el nombre mitjà de persones que vivien en cada família era de 3,14.
Per edats la població es repartia de la següent manera: un 30,8% tenia menys de 18 anys, un 9,6% entre 18 i 24, un 32,5% entre 25 i 44, un 17,2% de 45 a 60 i un 9,9% 65 anys o més.
L'edat mediana era de 33 anys. Per cada 100 dones de 18 o més anys hi havia 102,5 homes.
La renda mediana per habitatge era de 43.542 $ i la renda mediana per família de 46.250 $. Els homes tenien una renda mediana de 36.875 $ mentre que les dones 21.250 $. La renda per capita de la població era de 18.537 $. Aproximadament el 2,2% de les famílies i el 2,9% de la població estaven per davall del llindar de pobresa.

## Poblacions més properes
El següent diagrama mostra les poblacions més properes.